# پارک ملی دریاچه ارومیه
پارک ملی دریاچه ارومیه، میان استان‌های آذربایجان شرقی و آذربایجان غربی و در موقعیت جغرافیایی ۳۷ تا ۳۰/۳۸ عرض شمالی و ۴۵ تا ۴۶ طول شرقی واقع شده است. مساحت پارک ۴۶۴۰۵۶ است. این دریاچه جمعاً دارای ۱۰۲ جزیره بزرگ و کوچک به مساحت ۳۳۴۸۶ هکتار است. دریاچه ارومیه در سال ۱۳۵۲ در فهرست پارک‌های ملی ایران به ثبت رسید.
پارک ملی دریاچه ارومیه با وسعت ۴۶۲٬۶۰۰ هکتار همچنین یکی از ۹ ذخیره‌گاه زیست‌کره در ایران است. در مجموع ۱۰ آب‌انبار در پارک ملی دریاچه ارومیه وجود دارد که ظرفیت آنها ۱۸۰ هزار لیتر است.

## تاریخچه
در سال ۱۳۴۶ جزیره کبودان (قویون داغی) از طرف سازمان حفاظت محیط زیست حفاظت شده اعلام گشت. در سال ۱۳۵۴ بود که این جزیره ئ سایر جزایر موجود در این منطقه بجز جزیره اسلامی (شاهی) منطقه حفاظت شده دریاچه ارومیه اعلام و بعداً به پارک ملی تبدیل شد.
در پارک ۳۲۰۰ هکتاری جزیره کبودان که غیر مسکونی و زیستگاه انواع پستانداران وحشی مثل موش صحرایی ـ قوچ و میش و پلنگ است.

## پوشش گیاهی و جانوری
پارک ملی دریاچه ارومیه زیستگاه مهمی برای گوزن زرد ایرانی و قوچ و میش ارمنی است.
پوشش گیاهی: سرو کوهی، پسته وحشی، داغداغان، زالزالک، بادام کوهی، شیرخشت، دیو آلبالو، گندمیان، فرفیون، آویشن، درمنه، علف شور، کاکوتی، زنبق، یولاف، شنگ و شقایق.
پستانداران: قوچ و میش ارمنی، کل و بز، پلنگ ایرانی، گربه وحشی، سیاه گوش، خرس قهوه‌ای، گراز، گرگ، روباه، شغال، گوزن زرد ایرانی.
پرندگان: فلامینگو، پلیکان، کاکایی و تنجه.
خزندگان: انواع مارهای سمی و نیمه سمی، مارمولک و و لاک‌پشت مهمیزدار و آفتاب‌پرست.
سیمای جزیره کبودان استپی و بخش‌هایی از این جزیره نیمه جنگلی بیشتر پسته وحشی همراه با درختچه‌های دیگر از جمله بادام وحشی ـ ارس کوهی ـ بادام کوهی ـ خوشک و گوجه وحشی و گیاهان گوناگونی چون دم اسبی ـ مرغ علف گوسفندی و جو وحشی از جمله گیاهان و درختان این جزیره است.
پرواز دسته جمعی فلامینگوها ـ پلیکان‌ها ـ تنجه‌ها و کاکایی‌ها در دریاچه ارومیه مناظر بدیعی در بهار و تابستان پدیدمی‌آورد.